# 黄巢攻东都之战
黄巢攻东都之战，唐僖宗广明元年（880年）七月至十一月，黄巢率军北伐，夺取东都（治今河南省洛阳市）的作战。
黄巢軍于880年七月从采石（今安徽省当涂县西北）强渡长江，东进屯驻天长（今安徽省天长县），准备再渡淮河，进攻东都。东都洛阳是唐朝仅次于长安的政治经济中心，也是朝廷镇抚山东的要地。为阻止黄巢北伐，守住东都，唐僖宗采纳宰相卢携提出的方案，任命曹全晸为天平军节度使兼东面副都统，率兵六千防守泗州（治今江苏省盱眙县北），泰宁军节度使齐克让为汝郑把截制置使，屯兵汝州（治今河南省临汝县）。又调徐州兵三千进駐溵水（今河南省商水县），以图制止黄巢渡过淮河。九月，黄巢率军号称十五万，进逼淮河。曹全晸率其众不能挡住黄巢进军，退守泗州，等待各道兵马来救。而诸道行营都统高骈却拥兵扬州，不来救援。尤其是奉朝廷调令的徐州兵，在开往汲水途中，竟被忠武军大将周岌引兵击杀，而周岌自称留后不肯增援。汝郑把截制置使齐克让也怕被周岌所袭，引兵返回兖州。其他各道援兵见状四散。于是淮北告急，卢携称疾不出，京师大为恐慌。
黄巢渡过淮河后，自称“天补大将军”，军纪严明，所到城镇不虏掠，仅募丁壮农民扩大队伍。十月取申州（今河南省信阳市），进入颍州（今安徽省阜阳市）、宋州（今河南省商丘市）、徐州、兖州等境，所到之处官吏逃散。十一月，唐僖宗诏河东节度使郑从谠，让其把本道兵交给诸葛爽及代州刺史朱玫，南下征讨黄巢军。黄巢率军攻打汝州，向各地官军发出通牒，叫他们各守本境，不要听从朝廷调遣与自己为敌。声明将入东都，即至长安，问罪朝廷，与藩镇众人无干。利用唐朝廷与地方矛盾，减少进军阻力，矛头直指唐僖宗。唐僖宗闻讯恐怖流泪，忙召集宰相商议，并亲自检阅左神策军将士，激励士兵为朝廷效命。又令左军马军将军张承范为兵马先锋使兼把截潼关制置使，右军步军将军王师会为制置关塞粮料使，左军兵马使赵珂为句当塞栅使，田令孜为左右神策军内外八镇及诸道兵马都指挥制置招讨等使，飞龙使杨复恭为副使。唐廷临阵派出的这些使臣，都不使黄巢军停止攻打两京的进军步伐。这对，黄巢已率六十万大军，进入东都地境，齐克让收军退保潼关，东都留守刘允章见大勢已去，兵临城下，率文武百官开门投降迎接黄巢。黄巢于十一月十七日，率部入洛阳城，安抚居民，秩序并然。